# Аликин, Павел Павлович
Па́вел Па́влович Али́кин (род. 6 марта 1984 года, Пермь) — российский футболист, защитник.

## Карьера
Воспитанник пермского спортивного клуба «Энергия» (первый тренер — Ю. В. Белов). В 2002—2003 годах играл за любительский клуб «Амкар-Юниор» (Пермь).
В 2004—2007 годах играл за пермский «Амкар». В основном составе дебютировал в 2005 году. В августе 2007 года был отдан в аренду «Салюту-Энергии» до конца сезона. В сезоне 2008 года играл за «Динамо-Воронеж» в зоне «Центр» второго дивизиона, являлся игроком основного состава.
С 2011 года, перейдя в команду 2-го дивизиона ФК «Уфа», стал в ней игроком основы, проделав вместе с командой путь до Премьер-Лиги. В 2014 году стал капитаном команды. В июле 2021 года Аликин покинул Уфу. За 10 лет Аликин провёл за башкирский клуб 236 матчей и забил 9 голов. Является рекордсменом клуба по количеству проведённых матчей.
Победитель 2-й группы ФНЛ-2 в сезоне-2021/22 в составе «Родины».
По окончании сезона 2022/23 объявил о завершении карьеры игрока.